# Jeorjos Salawandakis
Jeorjos Salawandakis, gr. Γεώργιος Σαλαβαντάκης (ur. 10 września 1970 w Chanii) – grecki strzelec specjalizujący się w skeecie, olimpijczyk z Aten i Pekinu.

## Życiorys
Grek zaczął uprawiać sport w 1996 roku. Jest leworęczny, mierzy z broni lewym okiem.

## Przebieg kariery
Zadebiutował w 1998 roku na mistrzostwach Europy rozgrywanych w Nikozji, na których zajął 59. pozycję z wynikiem 111 punktów. W 2002 odnotował najlepszy występ na mistrzostwach świata, na mistrzostwach świata w Lahti uplasował się na 8. pozycji w tabeli końcowej, z dorobkiem 121 punktów. Uczestniczył w dwóch edycjach letnich igrzysk olimpijskich – w Atenach zajął 21. pozycję z rezultatem 119 punktów, natomiast w Pekinie zajął 33. pozycję z rezultatem 109 punktów.
W 2004 jedyny raz w karierze zdołał wygrać strzeleckie zawody Pucharu Świata, co miało miejsce w Sydney. W 2010 roku zaś jedyny raz w karierze awansował do finału strzeleckich mistrzostw Europy, zajmując w Kazaniu 6. pozycję z dorobkiem 121 punktów uzyskanych w eliminacjach i 23 punktów w finale. Po raz ostatni w zawodach rangi międzynarodowej wystąpił w 2016 roku, biorąc udział w mistrzostwach Europy w Lonato i zajmując w nich 39. pozycję z dorobkiem 117 punktów.